# Озерний (Новосибірський район)
Озерний (рос. Озёрный) — селище у Новосибірському районі Новосибірської області Російської Федерації.
Входить до складу муніципального утворення Мочищенська сільрада. Населення становить 893 особи (2010).

## Історія
Згідно із законом від 2 червня 2004 року органом місцевого самоврядування є Мочищенська сільрада.

## Населення
| 2002 | 2007 | 2010 |
| ---- | ---- | ---- |
| 55   | ↗58  | ↗893 |